# Butte Baltia
La butte Baltia  est une construction érigée en 1923 dans les Hautes Fagnes dans la commune de Waimes, à l'est de la province de Liège en Belgique. Ce monument historique classé depuis 1991 marque le point culminant de la Belgique.

## Situation
Cette butte se situe sur le site du Signal de Botrange, le point de culminant de la Belgique avec une altitude de 694 m,  à l'orée du bois, à une quarantaine de mètres de la route nationale 676 et derrière la tour de Botrange.

## Historique
À la suite de l'annexion des cantons de l'Est par la Belgique en  1919, en application du traité de Versailles (article 34), le lieu-dit Botrange devient le point culminant du royaume. Quatre années plus tard, en avril 1923, à l'initiative du lieutenant-général Herman Baltia, à l'époque haut commissaire du Roi pour les Cantons de l'Est, il est décidé d'ériger une butte pour signaler et mettre en valeur le lieu qui devient le Signal de Botrange. Les travaux sont entrepris avec le concours de la commune de Robertville représentée par son bourgmestre Jamar. Les travaux topographiques sont exécutés par le capitaine d’artillerie Van Bleyenberghe Cette butte d'une hauteur de six mètres permet aussi d'atteindre l'altitude symbolique de 700 m. Vers 2014, les arbres qui avaient grandi sur la butte ont été coupés, rendant au site son aspect originel. À quelques mètres du pied de la butte, se dressent la borne Tranchot (érigée en 1801 par les Français) et la borne T.P. (de 1889 par les Allemands) aussi classées.

## Description

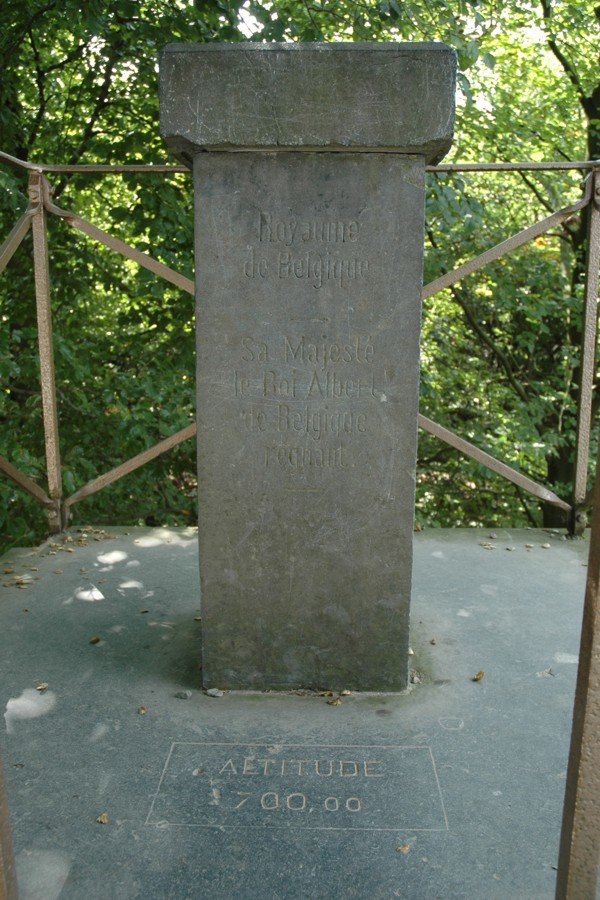
Partie supérieure de la butte Baltia

Cette butte est formée de deux éléments principaux. La base circulaire d'un diamètre d'environ 14 m est constituée d'un amas de terre et de pierre formant un cône d'environ 3 m de hauteur. Posée sur ce cône herbeux, une construction en pierre composée d'un escalier de deux douzaines de marches grimpe la face nord-est pour accéder à une petite plate-forme dont le sol en pierre bleue est gravé : ALTITUDE 700.00. . 
Au centre de cette plate-forme, se dresse une borne en pierre calcaire de base carrée et d'une hauteur d'environ 1 m gravée du texte suivant : Royaume de Belgique - Sa Majesté le Roi Albert de Belgique régnant.